# 시모호야촌
시모호야촌(下保谷村)은 사이타마현 니쿠라군에 설치되었던 촌이다. 현재의 도쿄부 니시토쿄시 북부에 해당한다.